# Robert Szczepaniak
Robert Szczepaniak (ur. 4 kwietnia 1942 w Cransac) – francuski piłkarz polskiego pochodzenia, grał w reprezentacji Francji w latach 1967–1968, występując w 5 meczach.